# Kreis Kőszeg
Der Kreis Kőszeg (ungarisch Kőszegi járás) ist ein Kreis im Nordwesten des westungarischen Komitats Vas. Er grenzt im Osten an den Kreis Sárvár, im Süden an den Kreis Szombathely und im Norden an den Kreis Sopron (Komitat Győr-Moson-Sopron). Im Nordwesten und Westen bilden fünf Gemeinden die Staatsgrenze zum österreichischen Burgenland.

## Geschichte
Im Zuge der ungarischen Verwaltungsreform ging Anfang 2013 der Kreis als Nachfolger des gleichnamigen Kleingebiets (ungarisch Kőszegi kistérség) mit allen 15 Gemeinden hervor, noch verstärkt um 6 der 16 Gemeinden des Ende 2012 aufgelösten Kleingebiets Csepreg (ungarisch Csepregi kistérség). Der Gebietszuwachs für Kőszeg betrug damals 101,38 Quadratkilometer (54,8 %) bzw. 7.594 Einwohner (42,1 %).

## Gemeindeübersicht
Der Kreis Kőszeg hat eine durchschnittliche Gemeindegröße von 1.221 Einwohnern auf einer Fläche von 13,64 Quadratkilometern. Der Bevölkerungsdichte des Kreises liegt über dem Komitatswert. Der Kreissitz befindet sich in der größten Stadt, Kőszeg, nahe der österreichischen Grenze.
| Gemeinde         | Status   | Herkunft Kleingebiet | Einwohnerzahl | Einwohnerzahl | Einwohnerzahl | Fläche (km²) 1. 1. 2016 | Bevölkerungs- dichte (Ew./km²) |
| Gemeinde         | Status   | Herkunft Kleingebiet | 1. 10. 2011   | 1. 1. 2013    | 1. 1. 2016    | Fläche (km²) 1. 1. 2016 | Bevölkerungs- dichte (Ew./km²) |
| ---------------- | -------- | -------------------- | ------------- | ------------- | ------------- | ----------------------- | ------------------------------ |
| Bozsok *         | Gemeinde | Kőszeg               | 342           | 343           | 355           | 20,91                   | 17,0                           |
| Bük              | Stadt    | Csepreg              | 3.301         | 3.454         | 3.579         | 20,86                   | 171,6                          |
| Cák              | Gemeinde | Kőszeg               | 274           | 285           | 254           | 6,48                    | 39,2                           |
| Csepreg          | Stadt    | Csepreg              | 3.286         | 3.275         | 3.272         | 49,54                   | 66,0                           |
| Gyöngyösfalu     | Gemeinde | Kőszeg               | 1.126         | 1.144         | 1.157         | 9,65                    | 119,9                          |
| Horvátzsidány    | Gemeinde | Kőszeg               | 795           | 808           | 806           | 12,17                   | 66,2                           |
| Iklanberény      | Gemeinde | Csepreg              | 36            | 46            | 36            | 2,96                    | 12,2                           |
| Kiszsidány       | Gemeinde | Kőszeg               | 85            | 87            | 87            | 4,93                    | 17,6                           |
| Kőszeg *         | Stadt    | Kőszeg               | 11.666        | 11.628        | 11.730        | 54,66                   | 214,6                          |
| Kőszegdoroszló   | Gemeinde | Kőszeg               | 246           | 243           | 233           | 9,65                    | 24,1                           |
| Kőszegpaty       | Gemeinde | Kőszeg               | 211           | 208           | 193           | 12,25                   | 15,8                           |
| Kőszegszerdahely | Gemeinde | Kőszeg               | 470           | 459           | 464           | 7,37                    | 63,0                           |
| Lócs             | Gemeinde | Csepreg              | 133           | 128           | 130           | 5,13                    | 25,3                           |
| Lukácsháza       | Gemeinde | Kőszeg               | 1.035         | 1.055         | 1.093         | 9,35                    | 116,9                          |
| Nemescsó         | Gemeinde | Kőszeg               | 298           | 283           | 281           | 7,38                    | 38,1                           |
| Ólmod *          | Gemeinde | Kőszeg               | 95            | 101           | 96            | 3,66                    | 26,2                           |
| Peresznye *      | Gemeinde | Kőszeg               | 645           | 841           | 809           | 10,73                   | 75,4                           |
| Pusztacsó        | Gemeinde | Kőszeg               | 148           | 149           | 157           | 7,26                    | 21,6                           |
| Tormásliget      | Gemeinde | Csepreg              | 309           | 317           | 292           | 7,53                    | 38,8                           |
| Tömörd           | Gemeinde | Csepreg              | 264           | 282           | 285           | 15,36                   | 18,6                           |
| Velem *          | Gemeinde | Kőszeg               | 325           | 337           | 340           | 8,61                    | 39,5                           |
| Kreis Kőszeg     |          |                      | 25.090        | 25.473        | 25.649        | 286,44                  | 89,5                           |

* Grenzgemeinde zu Österreich